# ジータ・ウァイニコロ
ジウタ・ワイニンゴロ（Jiuta Wainiqolo、1999年3月10日 - ）は、トップ14RCトゥーロンに所属するラグビー選手。

## プロフィール
- フィジー出身。
- ポジションはウィング(WTB)。
- 身長 197cm、体重 108kg
- U20フィジー代表に選ばれたことがある[1]。

## 略歴
2021年、RCトゥーロンに加入。同年7月、東京五輪の7人制フィジー代表に選ばれて金メダル獲得。